# Drimia anomala
Drimia anomala ist eine Pflanzenart der Gattung Drimia in der Familie der Spargelgewächse (Asparagaceae). Das Artepitheton anomala leitet sich vom griechischen Wort anomales, anomalos für ‚abweichend‘ ab und verweist auf die im Vergleich mit Ornithogalum abweichenden Merkmale.

## Beschreibung
Drimia anomala wächst mit einzelnen, oberirdischen, kugelförmigen bis birnenförmigen  Zwiebeln mit einer Länge von 5 bis 8 Zentimetern und einem Durchmesser von 5 bis 8 Zentimetern. Die Zwiebeln besitzen fleischige, grüne Zwiebelschuppen, die grau-durchscheinend vertrocknen. Ihre stielrunden, fleischigen Wurzeln weisen einen Durchmesser von 2 Millimeter auf. Das einzelne Laubblatt, manchmal sind zwei vorhanden, erscheinen mit den Blüten. Es ist dunkelgrün, aufsteigend bis ausgebreitet, steif sukkulent und stielrund. Das Laubblatt ist bis zu 30 Zentimeter lang und weist einen Durchmesser von 4 bis 6 Millimeter auf. Es ist an der Basis von grauen, papierigen Scheiden umgeben und vertrocknet von der Spitze aus.
Der bis zu 80-blütige, aufrechte Blütenstand ist bis zu 60 Zentimeter lang. Die unteren Brakteen sind breit eiförmig, gespornt und 1 Zentimeter lang. Die früh abfallenden oberen Brakteen weisen eine Länge von 1 Millimeter auf. Die ausgebreiteten, gelblich grünen Blüten stehen an bis zu 8 Millimeter langen Blütenstielen. Ihre zurückgebogenen Perigonblätter sind auf einer Länge von etwa 5 Millimetern miteinander verwachsen. Die äußeren Perigonblätter sind 1 Millimeter, die inneren 2 Millimeter, breit. Die Staubblätter sind bis zu 4 Millimeter lang. Der eiförmige Fruchtknoten ist 2 Millimeter lang. Der aufrechte Griffel erreicht eine Länge von 1,2 bis 2 Millimeter.
Die ellipsoiden, länglichen Früchte sind 4 bis 6 Millimeter lang. Sie enthalten kantige Samen mit einer Länge von 1,5 bis 2 Millimeter.

## Systematik und Verbreitung
Drimia anomala ist in den südafrikanischen Provinzen Westkap und KwaZulu-Natal in der Sukkulenten-Karoo und im Bushveld verbreitet.
Die Erstbeschreibung als Ornithogalum anomalum  durch John Gilbert Baker wurde 1870 veröffentlicht.  1897 stellte er die Art in die Gattung Drimia.
Synonyme sind Geschollia anomala (Baker) Speta (2001) und Urginea eriospermoides Baker (1887).

## Nachweise